# RNCビッグナイター
RNCビッグナイター（アールエヌシービッグナイター）は、NPBレギュラーシーズン中（基本として4- 9月）の毎週水曜日 - 金曜日に西日本放送ラジオ（RNC）で放送されているプロ野球中継。「NRNナイター」（キー局：ニッポン放送）を編成している。

## 放送時間
- 水曜日 - 金曜日 18:25 - 21:00
  - 中継開始の1時間前に放送される『RNC Today』へ当日出演していたRNCのアナウンサーが、スタジオ案内（主に提供読みや翌日以降の中継の予告）を担当。中継カードの試合展開によっては、放送枠を最大で22:00まで延長する[1]。それ以降も試合が続く場合には、実況音声に重ねる格好で担当アナウンサーが「試合の途中ですが～」とのアナウンスを入れた後に、CMをはさんで中継を打ち切る。
  - 2017年までは、水 - 金曜日のNRNナイターに加えて、「JRNナイター」（キー局：TBSラジオ）を火曜日に放送していた。しかし、TBSが同年限りでプロ野球中継関連の業務から撤退したことを背景に、2018年から火曜日の中継を廃止。廃止後は、自主編成へ切り替えていたが、2019年度から2023年度までは火曜20:00 - 21:00に『アフター6ジャンクション』をネット。2024年度はこの時間帯を再び自主編成に切り替えている。

## 制作担当局（2018年から）
| 地域（球団）／曜日         | 水  | 木  | 金  |
| 基本系列                   | NRN | NRN | NRN |
| 北海道（日）               | STV | STV | STV |
| 宮城（楽）                 | TBC | TBC | TBC |
| 関東（巨・ヤ・横・西・ロ） | LF  | LF  | LF  |
| 東海（中）                 | SF  | SF  | SF  |
| 近畿（神・オ）             | MBS | MBS | ABC |
| 広島（広）                 | RCC | RCC | RCC |
| 福岡（ソ）                 | KBC | KBC | KBC |
| -------------------------- | --- | --- | --- |

## 補足
- オープニングおよびエンディングを通じてこの番組のタイトルを発することはない。radikoおよび公式ホームページにおける番組表で確認できる。
- パ・リーグが月曜開催のいわゆるマンデー・パ・リーグを実施していた年はNRNナイター（この場合は文化放送が主体で、月曜祝日でセ・リーグ中継がある場合は主にニッポン放送）を編成していた。このマンデー・パ・リーグ中継のネット局はRNC以外は少なくごく僅かだった。このため長らく続いていた自社制作のワイド番組が姿を消すこととなる。2006年シーズンでは月曜が祝日でのセ・リーグ中継は実施されなかった。
- JRN加盟前の放送形態は火曜～金曜がニッポン放送、土曜・日曜が文化放送制作だった。また、NRNが巨人主催ゲームの放送権を失っていた時期は、テレビ系列との関係から、巨人主催ゲームのみRFラジオ日本制作のナイターをネットしていた。
  - これは、テレビと同様にRNCと山陽放送（RSK）がそれぞれ岡山県・香川県の「準広域放送」とみなし、RNCはNRN、RSKはJRNの単独ネットだったことからであった。
- 1997年からRNC、RSKともNRN/JRNクロスネットとなったため、両県とも同じ番組内容を重複放送することになった。しかし、2010年よりJRNナイターのうち土曜・日曜放送分を原則廃枠としたため、RNCも土・日のナイター放送を日本シリーズ中継を除いて廃枠とした。
- 日本選手権シリーズは土・日開催分を2009年までと同様にJRNネットとし、平日開催分はレギュラーシーズンと同じラインでネットしていた。ただしNRN受け持ちの第4・5戦の片方が関東発の場合に文化放送制作となるほか、近畿発の試合はMBSの担当が第3戦のみでそれ以外はABCの担当となる。2018年以降は全曜日NRNネットでの放送となり、2019年からは年度に関係なく、関東発の場合にはセ・リーグ本拠地開催分がニッポン放送、パ・リーグ本拠地開催分が文化放送制作となり、近畿発の場合には第1・2・6・7戦がABC制作（ただし阪神が関与しない場合は裏送り）、第3・4・5戦がMBS制作となった。2023年度については放送対象地域内にNPBの球団が存在しない民放ラジオ局では唯一中継を放送する局となった。なお2024年度は、定時編成（第2戦実施日の10月27日 20:00 - 22:00は第50回衆議院議員総選挙開票特番）を優先するため、中継をネットしない予定。
- 2007年9月23日はGO!GO!オリーブガイナーズと題して四国アイランドリーグ香川オリーブガイナーズVS愛媛マンダリンパイレーツ戦の中継でTBSラジオ制作の「巨人VS横浜」はネットされなかった。
- 通常、他局の野球中継はCM明けにタイトルコール（例「ニッポン放送ショウアップナイター、◯◯対◯◯!」とか「1179!MBSベースボールパーク!」、「ABC!フレッシュアップベースボール!」など）があるのだが、西日本放送ラジオではそれを実施せず、その間は観客の声だけ拾って流れている（『RKCゴールデンナイター』も同様。まれに実況アナと解説者・スタッフとの雑談が漏れ聞こえることもある）。ちなみにまったくなかったわけではなく1990年代中頃まではタイトルコールが存在していた。
- CMを数多く流してしまうためか、OA途中から割り込んでしまうことが多々ある（これはかつて年末年始時のナイターオフ枠や『オールナイトニッポン』でもあった）。
- 2004・2005年に香川県営野球場で開催された「巨人 vs 広島」オープン戦は自社製作で中継したが、アナウンサーと解説者は隣県のRCCからの派遣で賄った（RCCでは放送せず）。